# علي عبد الله جعفر أمان
علي عبد الله جعفر أمان هو شاعر يمني. ولد عام 1937 في مدينة عدن. درس الابتدائية والإعدادية في منطقته، وتخرج عام 1955 من الكلية الفنية في المعلا. عمل في مطلع حياته في شركة بي بي، ثم في وزارة الصناعة. ترأس تحرير مجلة منذ صدورها أنغام في 1959 في عدن. عُين سكرتيراً ثانياً في وزارة الخارجية، وعمل في سفارتي الجمهورية اليمنية الديموقراطية في برلين وأديس أبابا. ترأس جمعية مؤلفي الأغاني في عدن في 1956. وله مساهمات في كتابة الشعر الغنائي، وله ديوان شعر مطبوع بعنوان «عدن تغني» وآخر «يمانيات».